# Tom Perrotta
Tom R. Perrotta, född 13 augusti 1961 i  Garwood, New Jersey, av albanska föräldrar är en albansk-amerikansk författare och manusförfattare, främst känd för sina romaner Election (bok) (1998) och Little Children (2004) som båda filmatiserats. Perotta skrev manus till filmen Little Children (2006) tillsammans med Todd Field, och nominerades till en Oscar för Bästa manus efter förlaga.